# Restinga Seca
Restinga Seca är en kommun i Brasilien.   Den ligger i delstaten Rio Grande do Sul, i den södra delen av landet, 1 700 km söder om huvudstaden Brasília. Antalet invånare är 15 850.
Trakten runt Restinga Seca består till största delen av jordbruksmark. Runt Restinga Seca är det glesbefolkat, med 17 invånare per kvadratkilometer.